# Odradek
Odradek è un personaggio immaginario del racconto Il cruccio del padre di famiglia (1917)  di Franz Kafka, presente nella raccolta Un medico di campagna.

## Personaggio

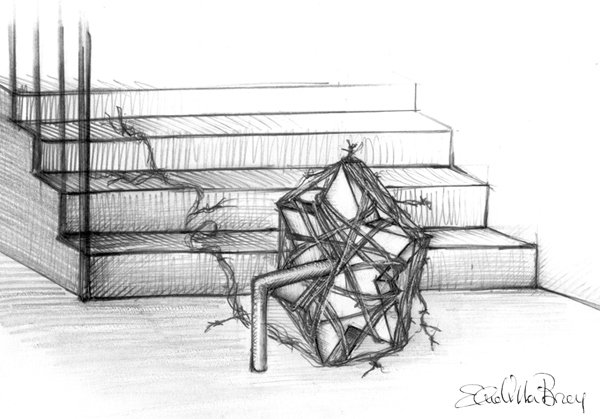
Odradek in un'illustrazione di Elena Villa Bray

Questa creatura somiglia a un rocchetto di filo, è piccolo, velocissimo ed ha una voce "simile al frusciar di foglie cadute".

## Influenza culturale
- Viene nominato da Borges nel Manuale di zoologia fantastica.
- A Odradek alludono i due personaggi del Breve Canzoniere di Tommaso Landolfi, vedendo nel Cruccio del padre di famiglia la corrispondenza letteraria del brano A Elisa.
- L'Odradek svolge un ruolo rilevante nel romanzo di Michele Mari Tutto il ferro della torre Eiffel.
- Questo essere è stato nominato nelle lettere spagnole dall'autore Enrique Vila-Matas nell'opera Historia abreviada de la literatura portátil.
- Una rielaborazione ironica del personaggio di Odradek si trova nel romanzo di Margherita Oggero Il compito di un gatto di strada (Einaudi 2009).
- Gli Odradek sono macchine di varie forme e dimensioni usate come armi poste a protezione della città infernale di Nuova Dite nel romanzo Lo stagno di fuoco di Daniele Nadir.
- Il personaggio di Odradek compare nella rappresentazione teatrale Odradek and Billy Bass Drink to the End of the World, del fisico e scrittore Prof. Giovanni Vignale, dove contempla, assieme al personaggio Big Mouth Billy Bass, la fine catastrofica del mondo degli umani.
- "Un'armata di piccoli Odrakek, incomprensibili al potere e proprio per questo inafferrabili" è la metafora utilizzata da Barabba, personaggio del romanzo "La ricreazione è finita" di Dario Ferrari (Sellerio, 2023) per definire il modus operandi da tenere per le azioni di un piccolo gruppo di terroristi della provincia viareggina negli anni '70, i Ravachol.
- L'Odradek è inoltre lo scanner ambientale montato sulla spalla dei corrieri nel videogioco Death Stranding.
- Odradek è anche il nome di una casa editrice italiana.
- Il filosofo Slavoj Žižek ha dedicato a Odradek un breve saggio, intitolato 'The Obscenity of Human Rights: Violence as Symptom' (2005).[1] Il saggio è stato pubblicato in italiano dalla casa editrice Nottetempo, con il titolo 'Diritti umani per Odradek?'.[2]
- È nominato nel libro di Michele Mari Locus Desperatus, pag.30 Einaudi 2024